# Hypoestes halconensis
Hypoestes halconensis är en akantusväxtart som beskrevs av Merrill. Hypoestes halconensis ingår i släktet Hypoestes och familjen akantusväxter. Inga underarter finns listade i Catalogue of Life.